# Gerhard Richter

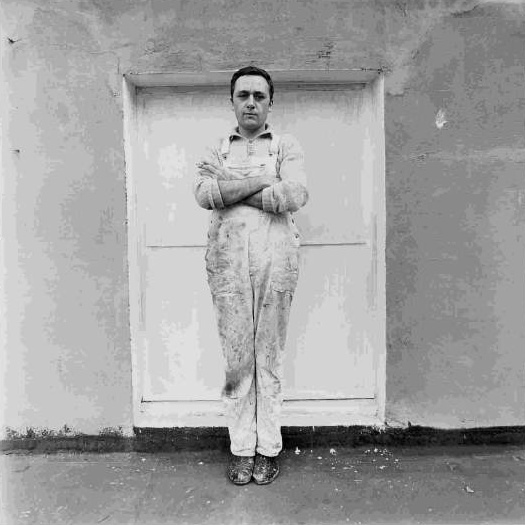
Gerhard Richter gefotografeerd door Lothar Wolleh

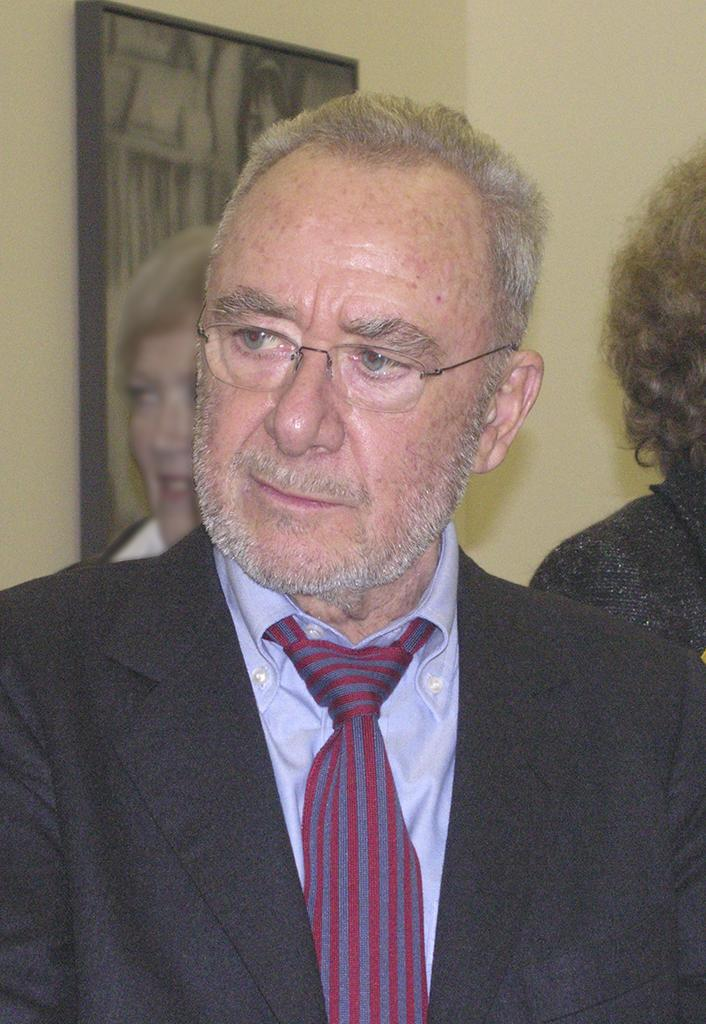
Gerhard Richter tijdens de opening van zijn retrospektief in Düsseldorf, 11 februari 2005 K20

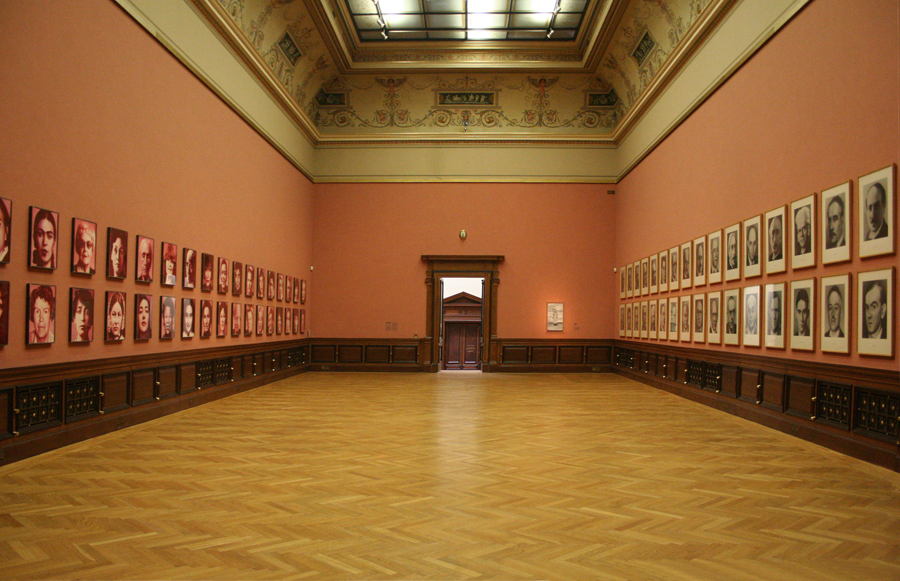
Portretten van Gottfried Helnwein (links) en Gerhard Richter (rechts) in Praag

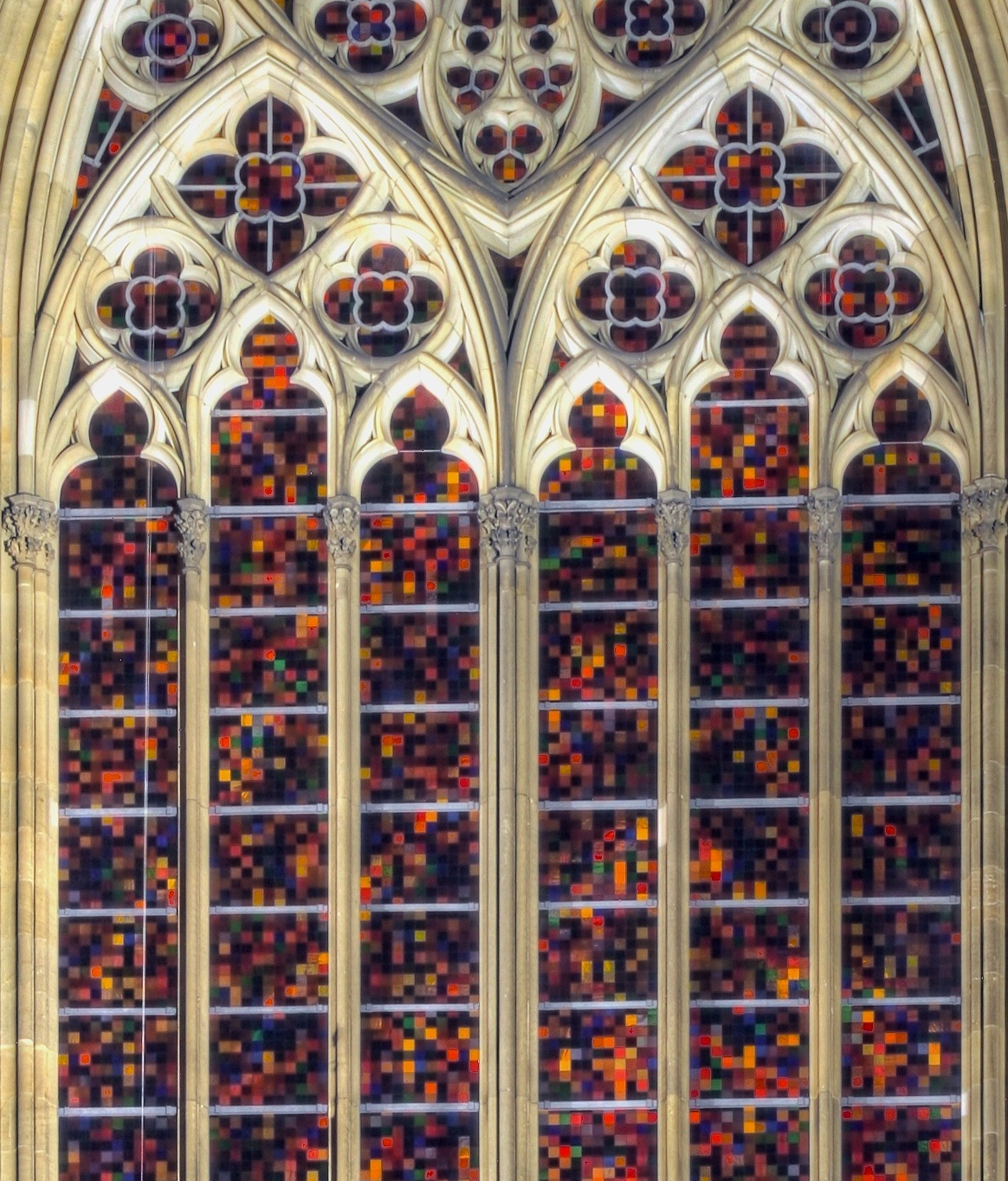
De ramen van Richter in de Dom van Keulen (bij nacht van buitenaf gezien)

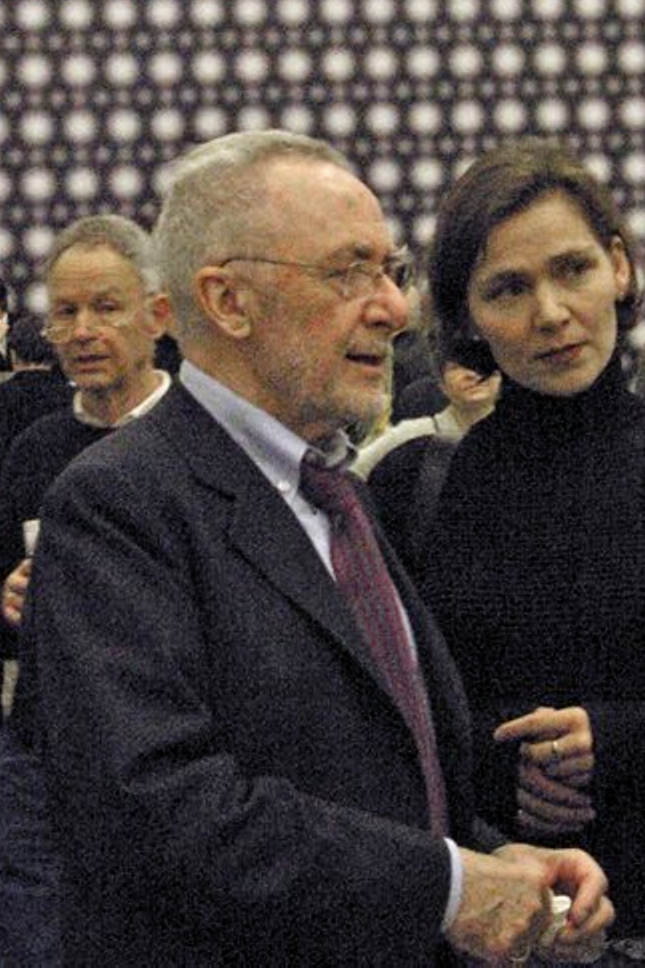
Gerhard Richter voor zijn werk Strontium

Gerhard Richter (Dresden, 9 februari 1932) is een Duits kunstschilder. Samen met Sigmar Polke en Konrad Lueg was hij de grondlegger van het kapitalistisch realisme.

## Levensloop
Gerhard Richter groeide op in Reichenau (nu: Bogatynia) en Waltersdorf in de Oberlausitz. In 1948 voltooide hij de hogere handelsschool in Zittau en volgde daar van 1949 tot 1951 een opleiding tot decoratieschilder voor reclame, tekst en theaterdecors. In 1950 deed hij toelatingsexamen voor de kunstacademie in Dresden, maar werd afgewezen. In 1951 werd hij aangenomen en begon hij zijn studie bij Karl von Appen, Ulrich Lohmar en Will Grohmann. In 1955 schilderde Richter in het kader van zijn afstuderen een muurschildering (Abendmahl mit Picasso) voor de mensa van de academie. In 1956 maakte hij een volgende muurschildering in het Hygienemuseum (Lebensfreude) als afstudeerproject (beide wandschilderingen werden later overgeschilderd).
Van 1957 tot 1961 werkte Richter als Meisterschüler aan de kunstacademie van Dresden en werkte aan opdrachten voor muurschilderingen, in openbare gebouwen (bijvoorbeeld: Arbeiterkampf). Ook maakte hij olieverfschilderijen zoals portretten, figuren (zijn vrouw Ema), stadsgezichten (Stadtbild, Dresden) en tekeningen, waaronder zelfportretten.
Eind februari 1961 vluchtte Richter met achterlating van zijn schilderijen vanuit de DDR naar West-Duitsland. Het vroege werk ging grotendeels verloren en is daardoor nauwelijks gedocumenteerd. Richter vervolgde van 1961 tot 1963 zijn kunstopleiding aan de Kunstacademie Düsseldorf bij Friedrich Macketanz en Karl Otto Götz.
Zijn tentoonstelling met Sigmar Polke en Konrad Lueg op 11 oktober 1963 in meubelhuis Berges was een happening onder de titel Leben mit Pop – Eine Demonstration für den Kapitalistischen Realismus, waarmee deze groep kunstenaars bekendheid verwierf als schilders van het kapitalistisch realisme. In 1964 had Richter zijn eerste solotentoonstelling en hij geniet sindsdien een groeiende reputatie binnen de hedendaagse kunst. Hij nam in 1972 deel aan de Biënnale van Venetië met zijn werkcomplex (48 Portraits) en hij nam verschillende keren deel aan de documenta in Kassel.
Tegen het einde van de jaren 60 werkte Richter als kunstdocent. Zo was hij in 1967 gastdocent aan de kunstacademie in Hamburg. In 1971 werd hij docent schilderkunst (Professor) aan de kunstacademie in Düsseldorf. Deze functie vervulde hij tot 1993.
In 1972 voerde hij samen met onder anderen Heinrich Böll, David Hockney, Günther Uecker, Henry Moore, Richard Hamilton, Peter Handke en Martin Walser actie tegen het ontslag van Joseph Beuys door de toenmalige minister van onderwijs en wetenschappen, Johannes Rau.
In de jaren 93 en 94 reisde een retrospectieve tentoonstelling van zijn werk door Europa en deed daarbij Parijs, Bonn, Stockholm en Madrid aan. In 2002 organiseerde het Museum of Modern Art in New York een groot retrospectief naar aanleiding van zijn 70e verjaardag. Dit was met 188 stukken de grootste tentoonstelling die daar ooit aan een levende kunstenaar gewijd werd.
Op 20 augustus 2004 werd in het Albertinum in Dresden een aantal ruimten opengesteld met een permanente expositie met eenenveertig van zijn schilderijen. De Britse krant The Guardian noemde Richter de Picasso van de 21e eeuw.
Begin 2005 vond in de Kunstsammlung Nordrhein-Westfalen aan de Grabbeplatz in Düsseldorf een omvangrijke tentoonstelling plaats die ook naar München (Städtische Galerie im Lenbachhaus) en naar Kanazawa en Sakura in Japan reisde.
In 2005 werd in Dresden het Gerhard Richter-archief opgericht dat onder leiding van zijn langdurige medewerker en biograaf Dietmar Elger  het leven en werk van Gerhard Richter onderzoekt en documenteert met onder andere een catalogus van het complete werk.
Voor de Dom van Keulen ontwierp Richter in 2006 een raampartij van 113 vierkante meter. Het werk bestaat uit 11.500 gekleurde vierkanten van mondgeblazen glas. De ordening van de 72 kleuren gebeurde met een toevalsgenerator. Het werk in de zuidelijke dwarsbeuk is een geschenk van Richter aan de stad Keulen en werd onthuld op 25 augustus 2007.

### Familiegeschiedenis
Door een artikel in de Berlijnse krant Der Tagesspiegel van 22 augustus 2004 werd een tragisch feit uit Richters' familiegeschiedenis bekend. Achtergrond vormde het boek van Jürgen Schreiber: Ein Maler aus Deutschland. Richters' tante Marianne werd in 1945 door doktoren van het naziregime vermoord. Een van de medeverantwoordelijken was Prof. Dr. Heinrich Eufinger, die later zijn schoonvader werd. Beiden werden door Richter meerdere keren geportretteerd, zonder dat Richter zelf de hele geschiedenis kende.
Gerhard Richter trouwde in 1957 met Marianne (Ema) Eufinger. Uit dat huwelijk heeft hij een dochter (Betty, 1968). In 1982 trouwde Richter met de beeldhouwster Isa Genzken. Uit zijn derde huwelijk, met Sabine Moritz heeft hij twee kinderen: Moritz (1995) en Ella Maria (1996). Hij woont sinds 1983 in Keulen.

## Oeuvre

### Schilderstijlen
Richter werkte vanaf de jaren 60 in verschillende stijlen naast elkaar. Naast realistisch in zwart-witschakeringen nageschilderde foto's schilderde hij in 1964 ook kleurstalen (Farbtafeln) en 4 Glasscheiben. In 1967 schilderde hij Röhren, een grijs in grijs schilderij dat een vroeg voorbeeld is van abstractie in zijn werk vergelijkbaar met Strontium uit 2004. Tussendoor schilderde hij als een fijnschilder wolken, landschappen, brandende kaarsen en daarnaast in de jaren 90 series kleurrijke doeken met dikke, impulsief aangebrachte lagen verf.
Gerhard Richter probeerde in het begin van de jaren 60 vele schilderstijlen van de moderne kunst uit (van Antoni Tàpies tot Francis Bacon). Deze werken verbrandde Richter naar eigen zeggen later op de binnenplaats van de kunstacademie in Düsseldorf. Hij liet zich bij zijn latere werk vooral beïnvloeden door popart en abstract expressionisme maar ook wel door neo-dada en Fluxus.
Ook werkte Richter vanaf 1962 samen met de bevriende kunstschilder Blinky Palermo en exposeerde in 1970 samen met hem. Zij maakten ook gemeenschappelijke tweeluiken. Richter maakte bovendien twee beelden Zwei Skulpturen für einen Raum von Palermo. Dit waren portretbustes naar gipsafgietsels van de hoofden van Palermo en Richter. Deze werken vormen een unicum in zijn oeuvre. Een reconstructie ervan bevindt zich in de collectie van de Städtische Galerie im Lenbachhaus in München).

### Fotorealisme
Begin jaren 60 schilderde Richter voor het eerst foto's na. Dit konden krantenknipsels zijn en familiekiekjes die in zwart-wit werden uitvergroot. Later schilderde hij ook eigen foto's na zoals landschappen en zeegezichten in kleur. Een bijzonderheid daarbij is dat hij meestal de contouren van zijn motieven vervaagt zodat de schilderijen nog meer aan foto's doen denken dan werken van andere fotorealistisch werkende schilders (bijvoorbeeld Tisch).
Een van de vervreemdende technieken toegepast op de fotorealistische werken bestaat erin dat hij ook krassen in de verf trekt en de verf weer afschraapt, hetgeen later in zijn expressief abstracte werk opnieuw te zien is. Soms gaat de abstrahering zover dat het oorspronkelijke voorbeeld nauwelijks nog te herkennen is. Richter verklaarde dat hij de waardering voor het 'als een automaat' naschilderen van foto's aan het voorbeeld van de popart-kunstenaar Andy Warhol te danken heeft.

### Kapitalistisch realisme
Met de tentoonstelling 'Kapitalistisch realisme' gaven de kunstenaars, van wie er twee uit de DDR afkomstig waren, een ironisch commentaar op enerzijds de socialistische kunstpraktijk en anderzijds de kapitalistische consumptiemaatschappij, die op dat moment in de Bondsrepubliek Duitsland een realiteit was. In 1968 voerde hij met zijn vriend en studiecollega Günther Uecker in de Kunsthal Baden-Baden een demonstratieve actie waarbij deze kunstenaars het museum 'kraakten' onder het motto van Uecker: "Ook musea kunnen als woning dienen".

### Onderwerpen
Als onderwerpen kiest Richter veelal portretten, groepsportretten, stillevens, landschappen een zeestukken en ook bekende bezienswaardigheden zoals de Niagarawatervallen. Heel fotorealistisch zijn de schilderijen Wolkenbild ohne Titel (1978), Davos en Eis (1981). Deze lijken in de traditie van Caspar David Friedrich te staan, ze zijn echter tegelijkertijd realistische afbeelding en expressionistische vervreemding van het motief.
Bij het bekijken van sommige schilderijen is het goed het verhaal te kennen dat bij het oorspronkelijke plaatje hoort. Zo schilderde Richter in 1988 als een soort historieschilder de serie "18. Oktober 1977", vijftien schilderijen waarin hij met portretten van RAF-extremisten de actualiteit van de Duitse geschiedenis in zijn werk toelaat zonder daarmee echt politiek stelling te nemen. Andere schilderijen gaan over familieleden waarvan het lot op dramatische wijze met elkaar verbonden was (Tante Marianne).

### Atlas
In 1962 begon Richter met het aanleggen van een Atlas, waarin hij krantenknipsels, losse foto's, fotoseries, schetsen, kleurstudies, landschappen, portretten, stillevens en meer verzamelt. Vele onderwerpen dienden later als aanleiding tot schilderijen. Dit werk Atlas werd in 1997 getoond op de documenta in Kassel.

### Grafiek
De naam kapitalistisch realisme werd vooral bekendgemaakt door de galeriehouder en tentoonstellingsmaker René Block, die nauwe contacten met de kunstenaars van deze stroming onderhield. Hij gaf van hen vele grafische edities uit en publiceerde een tweedelig boekwerk: Réné Block: Grafik des Kapitalistischen Realismus, Berlijn, 1971/1974)

### Contrasten
Richters werk is soms koel en analytisch en soms lyrisch en experimenteel. Het verbindende element tussen het figuratieve en het abstracte werk is de nadruk op de waarneming van de kunstenaar die op verschillende manieren de realiteit onderzoekt. Juist de veelzijdigheid in aanpak typeert zijn werk.

## Tentoonstellingen
Beknopt overzicht van zijn tentoonstellingen:
| - 1956: Albertinum, Dresden, groepstentoonstelling Junge Künstler - 1957: Albertinum, Dresden. II. Bezirksausstellung des Verbandes bildenden Künstler Deutschlands - 1959: Albertinum, Dresden, kersttentoonstelling - 1960: Albertinum, Dresden, groepstentoonstelling Junge Künstler - 1962: Galerie Junge Kunst, Fulda - 1963: Möbelhaus Berges, Düsseldorf, „Leben mit Pop eine Demonstration für den kapitalistischen Realismus” - 1964: Galerie Friedrich & Dahlem, München, Duitsland - 1964: Galerie René Block, Berlijn, Duitsland - 1964: Galerie Alfred Schmela, Düsseldorf, Duitsland - 1965: Museum Haus Lange, Krefeld, Duitsland - 1966: Galleria La Tartuaruga, Rome, Italië - 1967: Museum Lidice, Gemeinschaftsausstellung, Lidice, CSSR - 1969: Zentrum für Aktuelle Kunst, Gegenverkehr Aken, Duitsland - 1969: National Museum of Modern Art, groepstentoonstelling, Tokio, Japan - 1969: Guggenheim Museum, groepstentoonstelling, New York, VS - 1970: Paleis voor Schone Kunsten, Brussel, België - 1970: Museum Folkwang, Essen, Duitsland - 1970: Kunsthalle Köln, groepstentoonstelling Jetzt: Künste in Deutschland heute, Keulen - 1971: Kunstverein für die Rheinlande und Westfalen, Düsseldorf - 1972: Biënnale van Venetië, solotentoonstelling in het Duitse paviljoen, Venetië, Italië - 1972: documenta V, Kassel - 1973: Galerie Onnasch, New York - 1974: Städtisches Museum Abteiberg, Mönchengladbach - 1977: Centre Pompidou, Parijs, Frankrijk - 1977: documenta VI, Kassel werd uitgenodigd maar trok zich terug - 1978: Van Abbemuseum, Eindhoven, Nederland - 1979: Whitechapel Art Gallery, Londen - 1979: Biënnale van Sydney, Sydney, Australië - 1982: documenta 7, Kassel - 1984: Von hier aus − Zwei Monate neue deutsche Kunst in Düsseldorf - 1985: Sperone Westwater en Marian Goodman, New York, VS - 1986: Kunsthalle Düsseldorf, Berlijn, Bern, Wenen - 1986: Albertinum, Dresden, groepstentoonstelling Positionen - 1987: documenta 8, Kassel, - 1988: reizende tentoonstelling Canada - 1990: Museum Ludwig Keulen - 1990: Albertinum, Dresden, groepstentoonstelling Ausgebürgert - 1991: Tate Gallery, Londen, Groot-Brittannië - 1992: Nietzsche-Haus, Sils-Maria, Zwitserland - 1992: documenta IX, Kassel, Duitsland - 1993-1994: Kunst- und Ausstellungshalle der Bundesrepublik Deutschland, Bonn, Duitsland - 1994: Hygiene-Museum, groepstentoonstelling Körperbilder Menschenbilder, Dresden, Duitsland | - 1995: Israëlmuseum, Jerusalem, Israël - 1997: groepstentoonstelling Deutschlandbilder, Berlijn, Duitsland - 1997: documenta X, Kassel, Duitsland - 1999: Museu d'Art Contemporani de Barcelona (MACBA), Barcelona, Spanje - 2000-2001: Gerhard Richter: 18. Oktober 1977, Museum of Modern Art, New York, VS - 2001: San Francisco Museum of Modern Art, San Francisco, VS - 2002: Museum of Modern Art, New York, VS (daarna in Chicago, San Francisco en Washington) - 2003: Hirshhorn Museum and Sculpture Garden, Washington, VS - 2003: Whitechapel Art Gallery, Londen, Groot-Brittannië - 2004: Centro de Arte Contemporáneo, Málaga, Spanje - 2004: Das MoMA in Berlin, Neue Nationalgalerie, Berlijn, Duitsland - 2004: Berlin-Moskau/Moskau-Berlin 1950-2000, Tretjakov Gallery, Moskou, Rusland - 2004: Von Caspar David Friedrich bis Gerhard Richter, Albertinum, Dresden, Duitsland - 2004: Gerhard Richter - Printed! Kunstmuseum Bonn, Duitsland - 2004: Creation Art Gallery, Peking, China - 2004: Vietnam National Fine Arts Museum, Hanoi, Vietnam - 2005: Kunstsammlung Nordrhein-Westfalen, Düsseldorf, Duitsland - 2005: Museum Franz Gertsch, Burgdorf, Zwitserland - 2005: Louisiana Museum of Modern Art, Kopenhagen, Denemarken - 2005: Städtische Galerie im Lenbachhaus, München, Duitsland - 2005: Kawamura Memorial Museum of Art, Sakado, Japan - 2005: 21st Century Museum, Kanazawa, Japan - 2005: Albertinum, Dresden, Duitsland - 2006: National Museum of Contemporary Art, Seoel, Zuid-Korea - 2006: Museumsberg, Flensburg, Duitsland - 2006: J. Paul Getty Museum, Malibu, VS - 2006: Kiev Museum of Russian Art, Kiev, Oekraïne - 2006: Eye on Europe, Museum of Modern Art, New York, VS - 2006: BIACS 2 Biennale, Sevilla, Spanje - 2008: Abstrakte Bilder, Museum Ludwig Keulen - 2008: Übermalte Fotografien, Museum Morsbroich Leverkusen - 2010-2011: Chefs-d'oeuvre?, Centre Pompidou, Parijs - 2017-2018: Over Schilderen, SMAK, Gent, België |

## Musea
Beknopte lijst van musea met werk van Richter in de vaste collectie:
- Albertinum, Dresden (Galerie neue Meister)
- Guggenheim Museum, New York
- Kunsthalle, Hamburg
- Kunstmuseum Walter, Augsburg
- Migros Museum für Gegenwartskunst, Zürich
- Museum De Pont, Tilburg
- Museum Frieder Burda, Baden-Baden
- Museum Ludwig, Keulen
- Museum of Modern Art (MoMA), New York
- Neues Museum Weserburg Bremen
- Pinakothek der Moderne, München
- Russisch Museum, Sint-Petersburg
- Städtische Galerie im Lenbachhaus, München

## Prijzen
- 1967: Kunstprijs Junger Westen (Kunstpreis Junger Westen), Recklinghausen, Duitsland
- 1978: Gastdocentschap College of Art, Halifax
- 1981: Kunstprijs Arnold-Bode-Preis, Kassel, Duitsland
- 1985: Kunstprijs Oskar Kokoschka Preis, Wenen, Oostenrijk
- 1988: Gastdocentschap aan de Städelschule, Frankfurt am Main, Duitsland
- 1988: Kaiserring, Goslar, Duitsland
- 1995: Kunstprijs Wolf-Preis van de Wolf-Stichting, Jeruzalem
- 1997: Kunstprijs Gouden Leeuw van de Biënnale van Venetië
- 1997: Praemium Imperiale, Tokio, Japan
- 1997: Kunstprijs documenta-Preis, Kassel, Duitsland
- 1998: Foreign Honorary Membership. The American Academy of Arts and Letters, New York
- 1998: Kunstprijs Wexner-Preis, Ohio, Verenigde Staten
- 2000: Kunstprijs Staatspreis des Landes Nordrhein-Westfalen, Düsseldorf, Duitsland
- 2001: Eredoctoraat Katholieke Universiteit Leuven
- 2001: Opname in het stadsregister Goldene Buch van Keulen, Duitsland
- 2004: Kunstprijs Katholischer Kunstpreis, Keulen, Duitsland
- 2007: Ereburger van Keulen (Ehrenbürgerschaft der Stadt Köln), Duitsland

## Media

### Films
- 1966: Kunst und Ketchup door Elmar Hügler. tv-documentaire Südwestfunk, 14 december 1966, 45 min.
- 1969: Gerhard Richter: In der Werkstatt, Orbis-Film, regie: Hannes Reinhardt, 13 min. Goethe-Institut Inter Nationes
- 1989: Das Dresdener Frühwerk, door Christine Haberlik, voor Aspekte, ZDF, 4 juni 1999
- 1989: Augenblicke: Gerhard Richter: 18. Oktober 1977, door Viktoria von Flemming, 14 min.
- 1994: Gerhard Richter Malerei 1962–1993 door Henning Lohner, 42 min.
- 2003: Gerhard Richter: Vierzig Jahre Malerei n.a.v tentoonstelling in het MoMA, New York, 3sat, 26 april 2003
- 2006: "Tante Marianne" kommt unter den Hammer. Die tragische Familiengeschichte des Gerhard Richter und wie sie sich in einem autobiografischen Meisterwerk widerspiegelt, documentaire door Lars Friedrich, WDR, 18 juni 2006

## Trivia
- De drie uur durende bioscoopfilm Werk ohne Autor (2018) is geïnspireerd op Richters leven.
- Richter werd door het tijdschrift Capital in 2006 voor de derde achtereenvolgende keer uitgeroepen tot de belangrijkste hedendaagse kunstenaar.
- In februari 2015 werd het werk Abstraktes Bild uit 1986 bij veilinghuis Sotheby's in Londen geveild voor omgerekend 41 miljoen euro. Dat maakte Richter de duurste in leven zijnde Europese kunstenaar.